# John Newton (1725-1807)
Pour les articles homonymes, voir John Newton.
John Newton, né à Wapping, quartier de Londres, le 24 juillet 1725, mort à Londres le 21 décembre 1807, est un marin, négrier anglais, réduit en esclavage, converti à la suite d'une tempête, devenu ensuite pasteur anglican et militant pour l'abolition de la traite. Il est parolier de plusieurs cantiques encore célèbres au XXIe siècle, dont Amazing Grace (1779).

## Biographie
John Newton perd sa mère avant l'âge de 7 ans. Fils de marin, il navigue très jeune, dès l'âge de 11 ans avec son père. En 1743, enrôlé de force dans la Royal Navy, il devient midshipman sur le HMS Harwich. Il cherche à déserter, mais échoue, est fouetté et dégradé. Il songe à tuer le capitaine ou à se suicider. Sur la route des Indes, il est transféré sur le Pegasus, un navire négrier à destination de l'Afrique de l'Ouest. En 1745, il est abandonné à un marchand d'esclaves qui le donne à son épouse, la princesse Peye de l'ethnie Sherbro (Sierre Leone), laquelle lui fait subir tous les mauvais traitement réservés aux esclaves. En 1748, un capitaine marchand le sauve et le ramène en Angleterre sur le Greyhound.

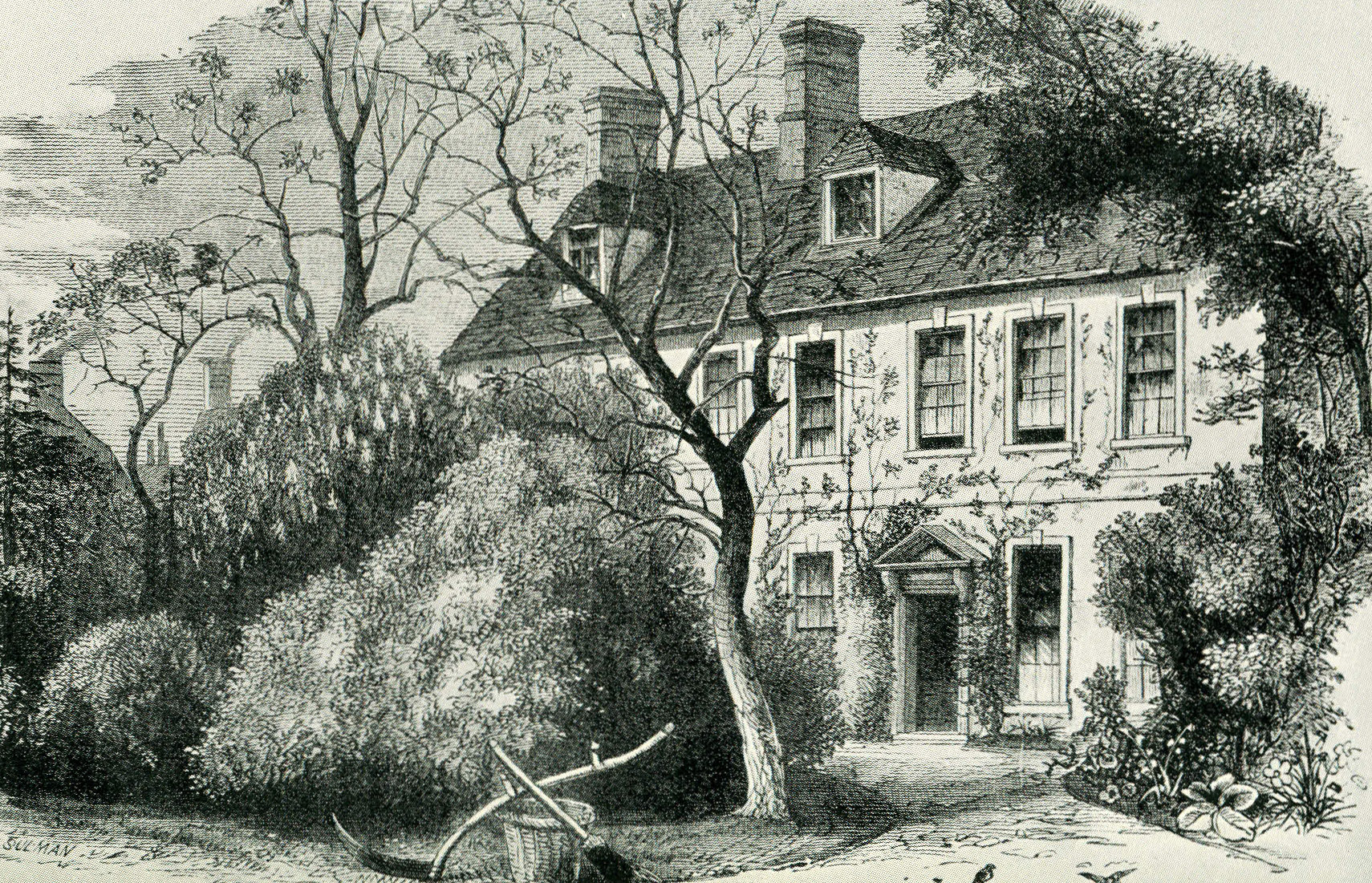
Le presbytère d'Olney, où fut composé le cantique.

Au cours de la traversée, très agitée à cause d'une énorme tempête au large de la côte d'Irlande, alors que le navire manque de sombrer, il demande l'aide de Dieu. Sauvé, il embrasse la foi anglicane évangélique. Après une vie de « disgrâce », il est touché par la grâce et parvient à devenir pasteur anglican dans le village d'Olney. Il devient aussi l'ami de William Cowper, du prédicateur Thomas Scott et de William Wilberforce.
Il consacre la fin de sa vie à la lutte pour l'abolition de l'esclavage, alors même qu'il est devenu aveugle. Il meurt en 1807, l'année de l'abolition de la traite au Royaume-uni, jalon essentiel d'une longue campagne menée notamment par William Wilberforce qui aboutira en 1833 à l'Abolition de l'esclavage au Royaume-Uni.